# Premier League (Isole Cayman)
La Premier League è la massima competizione calcistica delle Isole Cayman. Istituita nel 1980, è posta sotto l'egida della Federazione calcistica delle Isole Cayman.

## Albo d'oro
- 1980:  Yama Sun Oil
- 1981-82: ignoto
- 1983:  St. George's
- 1984:  Mont Joly
- 1985-96: ignoto
- 1996/97:  George Town
- 1997/98:  Scholars International (West Bay)
- 1998/99:  George Town
- 1999/00:  Western Union (George Town)
- 2000/01:  Scholars International (West Bay)
- 2001/02:  George Town
- 2002/03:  Scholars International (West Bay)
- 2003/04:  Latinos
- 2004/05:  Western Union (George Town)
- 2005/06:  Scholars International (West Bay)
- 2006/07:  Scholars International (West Bay)
- 2007/08:  Scholars International (West Bay)
- 2008/09:  Elite
- 2009/10:  Scholars International (West Bay)
- 2010/11:  Elite
- 2011/12:  Scholars International (West Bay)
- 2012/13:  Bodden Town
- 2013-14:  Bodden Town
- 2014-15:  Scholars International
- 2015-16:  Scholars International
- 2016-17:  Bodden Town
- 2017-18:  Scholars International
- 2018-19:  Scholars International
- 2019-20:  Bodden Town
- 2020-21:  Scholars International
- 2021-22:  Scholars International
- 2022-23:  Scholars International
- 2023-24:  Scholars International

## Vittorie per club
| Club                   | Campione | Anni campione                                                                                  |
| ---------------------- | -------- | ---------------------------------------------------------------------------------------------- |
| Scholars International | 16       | 1998, 2001, 2003, 2006, 2007, 2008, 2010, 2012, 2015, 2016, 2018, 2019, 2021, 2022, 2023, 2024 |
| Bodden Town            | 4        | 2013, 2014, 2017, 2020                                                                         |
| George Town            | 3        | 1997, 1999, 2002                                                                               |
| Western Union          | 2        | 2000, 2005                                                                                     |
| Elite                  | 2        | 2009, 2011                                                                                     |
| Yama Sun Oil           | 1        | 1980                                                                                           |
| St. George's           | 1        | 1983                                                                                           |
| Mont Joly              | 1        | 1984                                                                                           |
| Latinos                | 1        | 2004                                                                                           |

## Migliori marcatori
| Stagione | Capocannoniere  | Squadra                | Reti |
| 2000/01  | Anthony Fogarty | George Town            | 21   |
| 2001/02  | Gary Whittaker  | George Town            | 23   |
| 2002/03  | Gary Whittaker  | Scholars International | 11   |
| 2003/04  | Michael Wilks   | George Town            | 12   |
| 2004/05  | -               | -                      | -    |
| 2005/06  | -               | -                      | -    |
| 2006/07  | Carlos Powery   | Tigers                 | 15   |
| 2007/08  | -               | -                      | -    |
| 2008/09  | -               | -                      | -    |
| 2009/10  | -               | -                      | -    |